# Lưu Khang Tổ
Lưu Khang Tổ (chữ Hán: 刘康祖, ? - 451), nguyên quán huyện Lư, quận Bành Thành  nhưng đã nhiều đời sống ở Kinh Khẩu, tướng lĩnh nhà Lưu Tống.

## Cuộc đời và sự nghiệp

### Thiếu thời
Ông là con trai của Lưu Kiền Chi, được thừa tập phong tước của cha là Tân Khang huyện nam, làm Trấn quân tham quân cho Trường Sa vương Lưu Nghĩa Hân, chuyển làm Viên ngoại Tán kỵ thị lang.
Khang Tổ quen nghề bắn cung cưỡi ngựa, sức mạnh hơn người, ở quê nhà không chăm lo sự nghiệp, thường lêu lổng rong chơi. Mỗi lần phạm pháp, bị địa phương tra xét, liền trèo tường vượt nhà, không ai bắt được. Ban đêm vào nhà người ta, bị quan binh vây bắt, ông đột vây mà đi, không ai dám đuổi. Nhân trời tối quay về Kinh Khẩu, nửa đêm thì đến. Trời sáng, Khang Tổ lại đến nhiệm sở như chưa có gì xảy ra. Ít lâu sau Kiến Khang gởi thư đến tróc nã, người cùng nhiệm sở làm chứng rằng ông không hề đi đâu! Khang Tổ nhiều lần bị tố giác, Lưu Tống Văn đế xét ông là con của công thần, đều bỏ qua tất cả. Ông ở chức được 10 năm, lại phạm tội đánh bạc nên bị miễn quan.

### Tham gia quân đội
Khang Tổ chuyển làm Thái tử Tả tích nỗ tướng quân, theo Xạ thanh hiệu úy Bùi Phương Minh tây chinh Cừu Trì, cùng Phương Minh bị đưa đến Đình úy, sau đó bị miễn quan. Ít lâu sau, Vũ Lăng vương Lưu Tuấn làm Dự Châu thứ sử, trấn Lịch Dương, lấy Khang Tổ làm Chinh lỗ Trung binh tham quân, sau khi nhận chức, bắt đầu sửa đổi tính tình. Sau đó ông chuyển làm Thái tử Dực quân hiệu úy. Một thời gian sau dời làm An Man phủ tư mã cho Nam Bình vương Lưu Thước.
Mùa xuân năm Nguyên Gia thứ 27 (450), Bắc Ngụy Thái Vũ đế tự soái đại quân vây đánh Nhữ Nam, Văn đế điều quân các nơi cứu viện, Khang Tổ nắm tiền quân. Quân đến Tân Thái, còn cách quân Ngụy hơn trăm dặm, ông cho vượt sông trước khi băng tan. Đại quân Ngụy đến, quân Tống hăng hái chiến đấu, chém được Điện trung thượng thư Nhiệm Thành công Khất Địa Chân của địch. Quân Tống đuổi đến vị trí cách Huyền Hồ 40 dặm, quân Ngụy đốt doanh trại bỏ chạy. Khang Tổ chuyển làm Tả quân tướng quân.

### Tử trận Thọ Dương
Văn đế muốn cử đại quân bắc phạt, Khang Tổ lấy lý do đã đến cuối năm, xin đợi sang năm. Đế cho rằng Hà Bắc đang nổi dậy phản Ngụy, không thể bỏ lỡ thời cơ, nên không nghe. Mùa thu năm ấy, bọn Tiêu Bân, Vương Huyền Mô, Thẩm Khánh Chi vào Hà Nam, Khang Tổ soái quân Dự Châu ra Hứa, Lạc. Bọn Huyền Mô thua chạy, đại quân Ngụy nam tiến, Nam Bình vương Lưu Thước ở Thọ Dương, Đế lo chỗ ấy bị vây, triệu Khang Tổ nhanh chóng quay về.
Ông lùi quân về cách Thọ Dương mấy chục dặm, gặp Vĩnh Xương vương Khố Nhân Chân của Ngụy đưa 8 vạn kỵ binh Trường An đến, đôi bên đối trận ở Úy Vũ. Quân Tống chỉ có 8000 người, Quân phó Hồ Thịnh Chi muốn dựa vào núi non hiểm trở, cố thủ bên đường. Khang Tổ giận nói: "Ta thụ mệnh bản triều, quét sạch Hà Lạc. Nay giặc tự đến, không phiền vương sư đi xa khó nhọc. Chó, cừu tuy nhiều, thật dễ tiêu diệt. Ta binh sĩ tinh nhuệ, vũ khí sắc bén, cách Thọ Dương mấy chục dặm, viện quân sắp đến, sao lại phải lo?" Rồi kết xe làm doanh mà tiến.
Quân Ngụy 4 mặt đến đánh, đại chiến 1 ngày 1 đêm, quân Ngụy phơi xác đầy đồng. Quân Ngụy chia làm 3, thay nhau đến đánh, đem các thứ cỏ khô đến đốt doanh. Khang Tổ khích lệ tướng sĩ, không ai là không lấy một địch trăm, quân Ngụy chết quá nửa. Ông bị trúng tên vào cổ mà chết, khiến cho quân Tống đại bại, toàn bộ bị giết. Người Ngụy gởi đầu Khang Tổ về Bành Thành, mặt tươi như còn sống.
Năm thứ 28 (451), ông được tặng Ích Châu thứ sử, thụy là Tráng Nam.